# Yugo Kobayashi

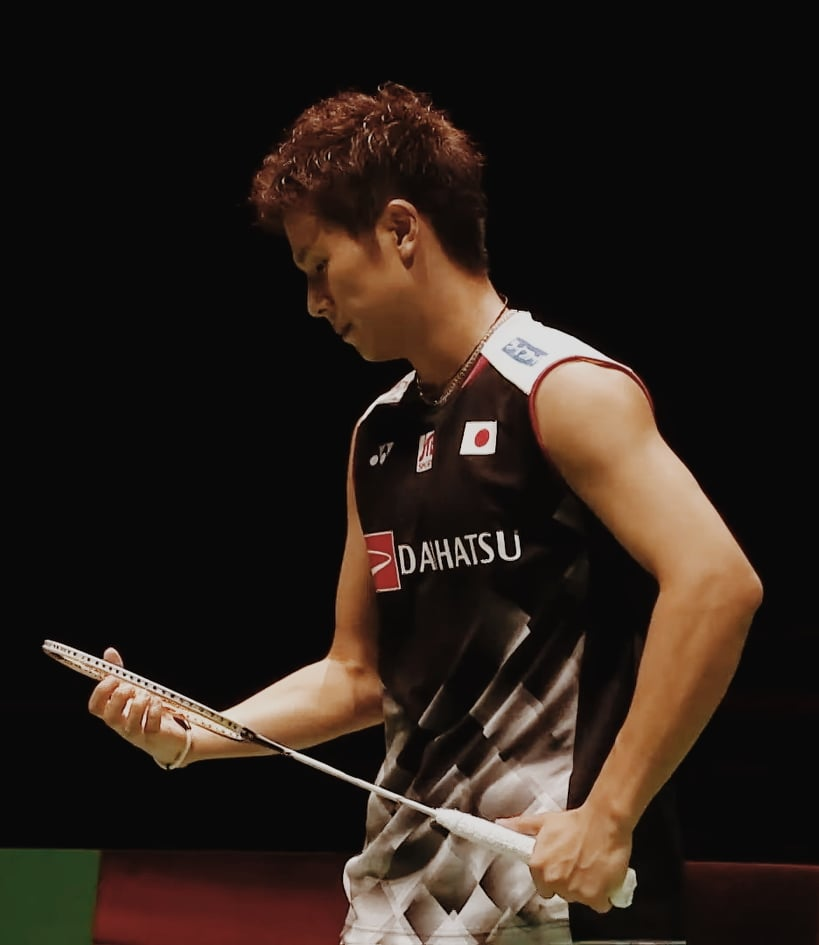
Yugo Kobayashi, 2019

Yugo Kobayashi (jap. 小林 優吾, Kobayashi Yugo; * 10. Juli 1995 in Kyōto) ist ein japanischer Badmintonspieler.

## Karriere
Yugo Kobayashi nahm 2012 und 2013 an den Badminton-Juniorenweltmeisterschaften teil, nachdem er 2012 japanischer Juniorenmeister geworden war. 2013 und 2014 startete er bei der Japan Super Series. Im letztgenannten Jahr siegte er gemeinsam mit Takuro Hoki im Herrendoppel bei den USA International 2014, nachdem er dort im Jahr zuvor bereits Dritter im Einzel geworden war. 2021 wurde er Weltmeister im Herrendoppel.